# På resa med Homo Sapiens
På resa med Homo Sapiens är en prisbelönt svensk dokumentärserie från 2008, med manus och regi av Magnus Sjöström, om mänsklighetens evolutionära ursprung, utveckling och framtid. Serien är producerad av UR och sändes ursprungligen på SVT i augusti 2008.. Serien vann 2009 års Ikaros-pris i klassen Kultur & Kunskap i TV och fick internationell distribution under titeln ”On the road with Homo Sapiens”.

## Beskrivning
På resa med Homo Sapiens beskriver den mänskliga evolutionära resan, från skilsmässan med schimpanserna fram till idag, och undersöker faktorer som påverkar människans nutida och framtida evolution.

Den första episoden, ”Vad gör oss unika?”, utforskar vad som skiljer människan från andra arter. Programmet redogör för forskning på primater som uppvisar förstadiet till mänskliga egenskaper som empati, framtidsplanering och språkhantering samt följer experiment på kråkor som använder sig av verktyg för att komma åt mat. 

Den andra episoden, ”Hur kom vi hit?”, beskriver två viktiga utvecklingssteg som gjorde att den mänskliga utvecklingslinjen skiljde sig från övriga primaters. Programmet följer forskning om ursprunget till den upprätta gång som frigjorde människans händer att omforma sin miljö, samt språket som gjorde att vi kunde dela med oss av avancerad kunskap mellan individer och generationer.
Den tredje episoden, ”Vart är vi på väg?”, redogör för forskningsrön som visar att människan fortfarande utvecklas biologiskt. Programmet skildrar forskning om hjärnans nutida evolution och redogör också för hur den teknologiska utvecklingen kan komma att påverka den framtida definitionen av människan som art. 

”På resa med Homo Sapiens” fick en fristående uppföljning 2010, Mänsklighetens sista dagar, om de tio främsta existentiella hoten mot mänsklighetens fortsatta resa.